# Facility
Facility (englisch „Einrichtung“) ist der Anglizismus für einen Gegenstand oder eine Institution, die mit Hilfe von bestimmten Dienstleistungen verwaltet werden.

## Allgemeines
Als Gegenstände kommen insbesondere technische Anlagen, Einrichtungen, Infrastruktur oder Betriebs- und Geschäftsausstattung einer Immobilie (Wohn- oder Gewerbeimmobilien), Arbeitsgeräte, Arbeitsmittel, Energie oder Betriebsstätten in Betracht. Sie werden erst durch einen werterhaltenden Dienstleistungsprozess – das Facilitymanagement – zur Facility, sind also zunächst keine Facility an sich. Die Verwaltung dieser Objekte erfolgt in einem Anlagenmanagement (englisch facility management). Als Unterstützung durch die EDV kommt häufig ein CAFM-Computerprogramm zum Einsatz.

## Geschichte
Die US Air Force gab 1952 der Pan-American-World Services – einer Tochtergesellschaft der Pan American World Airways – den Auftrag, die Facilities der Eastern Test Range zu betreiben, zu managen und für deren Instandhaltung zu sorgen. Erst durch diesen Auftrag wurden die Einrichtungen zur Facility; es handelte sich ersichtlich um das erste Facilitymanagement überhaupt.

## Sonstiges
Wird der Anglizismus mit Fazilität ins Deutsche übersetzt, so werden hierunter im Finanzwesen insbesondere Kreditlinien verstanden.  